# إسلام رشدي
إسلام رشدي مواليد 26 يوليو 1989 في مصر، هو لاعب كرة قدم مصري يلعب لنادي الجونة كلاعب وسط.

وفي 1 يونيو 2018 انتقل لنادي الجونة لمدة موسمين في صفقة انتقال حر.

## روابط خارجية
- إسلام رشدي على موقع قاعدة بيانات كرة القدم.إي يو (الإنجليزية)
- إسلام رشدي على موقع Soccerway.com (الإنجليزية)